# Charlie Zaa
Carlos Alberto Sánchez Ramírez (Girardot, 30 de janeiro de 1974), mais conhecido como Charlie Zaa, é um cantor colombiano de boleros. Zaa é o filho do cantor Luis Humberto Sánchez.
Charlie Zaa foi cantor de duas famosas orquestras de salsa colombiana: Grupo Niche e o Guayacán. Quando ele iniciou sua carreira como artista solo, ele decidiu mudar para o ritmo de bolero. Ele já gravou mais de 10 CDs desde o lançamento de sua carreira  solo. Foi o primeiro colombiano a vencer uma Billboard Latin Music Awards.
Em 2016, foi indicado ao Grammy Latino de Melhor Álbum Tropical Contemporâneo pelo álbum Mi Mejor Regalo.

## Discografia
| Ano  | Título                       |
| ---- | ---------------------------- |
| 1996 | Sentimientos                 |
| 1998 | Un segundo sentimiento       |
| 1999 | The Remixes                  |
| 2000 | Ciego de amor                |
| 2001 | De un solo sentimiento       |
| 2002 | Grandes sentimientos         |
| 2004 | Puro sentimiento             |
| 2005 | Bachata con puro sentimiento |
| 2008 | La historia de Charlie Zaa   |
| 2009 | Bohemia                      |
| 2013 | En otro tiempo               |
| 2016 | Mi Mejor Regalo              |